# Interleuchina 22
L'interleuchina 22 (IL-22) è una citochina della famiglia di IL-10.

## Struttura
IL-22 è codificata dal gene IL22 che si trova sul cromosoma 12. Questa citochina è prodotta da cellule dendritiche e linfociti T, in particolare dai linfociti TH17. Il suo recettore è un complesso formato da IL-22R1 e IL-10R2; questo secondo recettore è condiviso con la stessa IL-10 e con IL-26, IL-28 e IL-29. Il segnale è trasdotto a valle mediante il reclutamento di Jak1, Tyk2 e STAT3 e mediante l'attivazione della via delle MAP chinasi. La regolazione di questa citochina è mediata anche da IL-22BP (IL-22 Binding Protein).

## Funzione
- IL-22 funge da iniziatore della risposta immunitaria innata contro infezioni batteriche insieme a IL-17, è attiva in particolare a livello dell'epitelio respiratorio e dell'epitelio nel sistema gastrointestinale.

- IL-22 è un fattore di sopravvivenza per le cellule epiteliali respiratorie, gastrointestinali e per gli epatociti.